# Pecilàs
Pikilassos o Poikilassos (en grec antic Ποικιλασσός) va ser una ciutat situada a l'oest de l'illa grega de Creta, al cap de Tripiti al final de la Gorja de Tripiti, entre Súgia i Hàgia Rumeli. Ptolemeu l'anomena Ποικιλάσιον ("Poikilásion") i la situa a l'est de Tarrha, vora un promontori que anomena Hermaea, però altres fonts la situen a l'oest de Tarrha, a uns 60 estadis d'aquesta ciutat. S'hi han trobat inscripcions que indiquen un temple de Serapis.
La ciutat, que era dependent de la ciutat d'Elir, va estar habitada durant les èpoques arcaica, clàssica i hel·lenística. Al segle iii aC va ser membre d'una federació formada per les ciutats de Lissos, Suia, Pikilassos, Tarrha, Irtakina, i Elir.